# Tandharingen
De tandharingen (Hiodontiformes) is een relatief nieuwe  orde van straalvinnige vissen. Er zijn nog drie geslachten met uitgestorven soorten bekend. De orde omvat slechts één familie en één geslacht (Hiodon) met nog levende vissen. 
Voorheen werden vissen uit deze orde ingedeeld in de Beentongvissen (Osteoglossiformes) en nog steeds worden ze er soms bij ingedeeld. Onderzoek naar fossiele resten van de uitgestorven Yanbiania duidden op een vroege afsplitsing van de andere Beentongvissen en daarmee in een aparte orde horen.

## Geslacht
- Hiodon Lesueur, 1818